# 木更津海軍航空隊

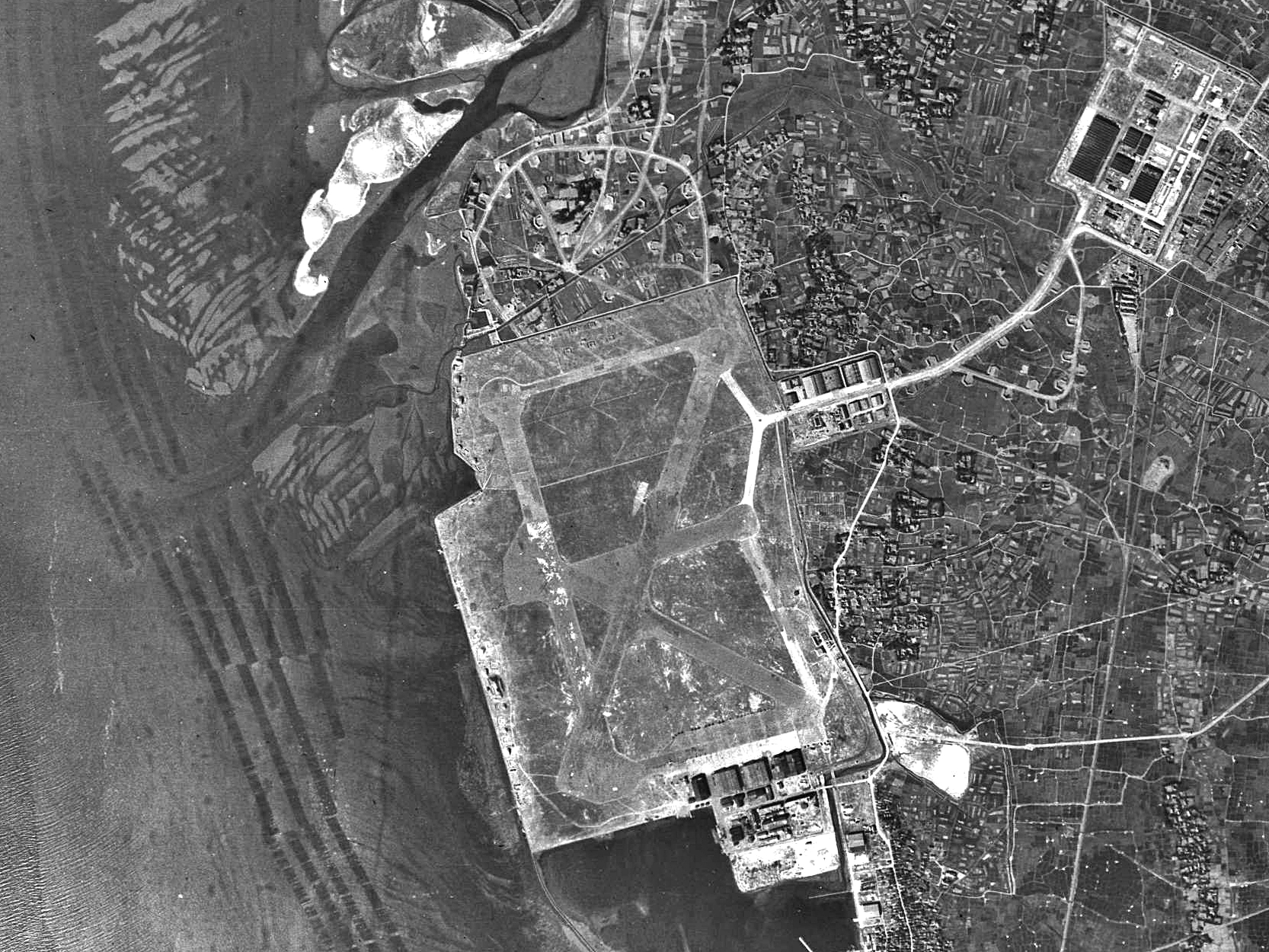
木更津飛行場の空中写真（1947年）

木更津海軍航空隊（きさらづかいぐんこうくうたい）は、日本海軍の部隊の一つ。鹿屋海軍航空隊と同時に開かれた日本初の陸上攻撃機部隊として、太平洋戦争開戦前の日中戦争(支那事変、日華事変)序盤・中盤と太平洋戦争(大東亜戦争)序盤は爆撃・攻撃・偵察行動に従事した。1942年（昭和17年）11月1日に第七〇七海軍航空隊（だい707かいぐんこうくうたい）と改称し、翌12月1日に七〇五空へ編入されて解隊した。

## 沿革
平時には東京を含む東日本の防空を担当し、戦時には最前線基地から長距離攻撃を実施する外戦作戦実施部隊として、西日本を担当する鹿屋海軍航空隊と同時に開かれた。木更津飛行場は東京湾を埋め立てて造成したもので、多くの陸攻隊・陸爆隊が所属基地に帰る間もなく木更津での練成に励んでいる。木更津を原隊とし、木更津で編成された生粋の木更津部隊は、この木更津空・七〇七空のみである。
- 昭和11年（1936年）

4月1日　開隊。横須賀鎮守府隷下。陸上攻撃機12機配備。
9月24日　北海事件勃発。木空・鹿空陸攻選抜隊で第十一航空隊を編制、陸軍屏東飛行場に進出。
11月26日　平和裏に北海事件解決。作戦行動なく十一空を解散し原隊復帰。
- 昭和12年（1937年）

7月11日　盧溝橋事件後の不穏な状況に対応して鹿空と第一連合航空隊を編制。20機で大村および済州島に進出。
8月15日　渡洋爆撃開始。大村より南京爆撃。16日蘇州爆撃。2日間の損失で20機が可動12機となる。17日・18日上海爆撃。19日南京爆撃。21日。南京爆撃（6機中4機が未帰還。生還した二番機には視察中の大西瀧治郎大佐が同行）。22日・23日・24日南京爆撃。27日南京爆撃、1機未帰還。30日徐州爆撃。
当面の対策として8月22日から1ヶ月間戦闘機6機追加。
9月14日から1ヶ月間九五式陸上攻撃機6機を増援。
9月17日　一部を台南飛行場に前進。以後は鹿空と協同で広東方面を爆撃。
10月下旬　上海に進出。南京・漢口・九江方面の爆撃を継続。
- 昭和13年（1938年）

1月5日　南京に進出。陸攻24機に回復。
2月18日　重慶初空襲。以後、重慶・成都を中心に西安・洛陽・蘭州を爆撃。
12月1日　木更津に帰還。再編・訓練に従事。
- 昭和14年（1939年）

9月5日　漢口に進出。11日より成都・蘭州・桂林・柳州などを爆撃。
10月3日　漢口空襲により石川淡副長戦死。塚原二四三第一連合航空隊司令官重傷、大林末雄鹿屋空司令軽傷。
11月4日　漢口空襲の報復掃討のため、第十三航空隊を主力とする成都爆撃隊に参加。
- 昭和15年（1940年）

1月5日　木更津に帰還。以後、実用機練成に従事。
　　　　　　　　　美幌海軍航空隊・元山海軍航空隊・第一航空隊・三沢海軍航空隊要員を養成。
- 昭和17年（1942年）

4月1日　第十一航空艦隊第二十六航空戦隊に編入。本州東方沖の哨戒に従事。
4月18日　ドーリットル隊襲来。四空と合同で追撃するが会敵せず。
5月26日　本隊は千歳飛行場・美幌飛行場に進出、千島・道東沖の哨戒に従事。
　　　　　　　　　別働隊4機は南鳥島に進出、小笠原諸島東方沖の哨戒・対潜攻撃に従事。
8月7日　ラバウル派遣命令。
8月26日　ガダルカナル島ヘンダーソン飛行場を三沢空と共同で爆撃。以後継続。
9月6日　ポートモレスビーを爆撃。
9月12日　川口支隊の奪還作戦を見越し、ガダルカナル島への進出準備開始。15日に失敗が確認され撤回。
10月11日　千歳・日進の第2師団重火器輸送を上空支援。
10月17日　第2師団の奪還作戦を見越し、ガダルカナル島への進出準備開始。26日に失敗が確認され撤回。
11月1日　「第七〇七海軍航空隊」に改称。
12月1日　解隊。
4月の現役復帰以来タッグを組んできた七〇五空へ編入され、史上初の陸攻部隊は編制表の上からは消滅した。七〇五空は1943年（昭和18年）夏に撤退するまで、なおもラバウルに留まって外南洋の激戦に従事した。七〇七空の解散後も木更津飛行場は拠点基地として機能し、多数の陸攻・陸爆隊が活用した。戦後は米軍の駐留を経て1956年（昭和31年）に航空自衛隊木更津基地が間借りする。1961年（昭和36年）に米軍は立川飛行場に転出し、航空自衛隊が占有するが、1968年（昭和43年）に入間基地に転出。入れ替わりに陸上自衛隊が転入して木更津駐屯地となり、現在に至る。

## 主力機種
- 九六式陸上攻撃機
- 一式陸上攻撃機
- 93式中間練習機(別名は赤とんぼ)

日中戦争(日華事変、支那事変)勃発時には、九五式陸上攻撃機を混用し、激しい消耗に対応するために旧式戦闘機を臨時に組み入れた。

## 歴代司令
- 竹中龍造 大佐：1936年4月1日 - 1937年12月15日[1]
- 加来止男 大佐：1937年12月15日 - 1938年12月15日[2]
- 有馬正文 大佐：1938年12月15日 - 1939年11月15日[3]
- 加藤唯雄 大佐：1939年11月15日 - 1940年11月1日[4]
- 久邇宮朝融王 大佐：1940年11月1日 -
- 前原富義：1942年3月20日 -
- 藤吉直四郎 大佐：1942年4月1日 -
- 小西康雄：1942年10月19日 - 1942年12月1日解隊